# Guy Aldonce de Durfort de Lorges
Guy Aldonce de Durfort, duc de Lorges (22. srpen 1630 – 22. říjen 1702) byl francouzský šlechtic a voják. Dosáhl titulu Maršál Francie.
Guy Aldonce byl čtvrtým synem Guye Aldonce de Durforta (1605–1665), markýze z Durasu, hraběte Rozanu a Lorges, který nosil hodnost maréchal de camp, a Élisabeth de La Tour d'Auvergne, dcery Henriho de La Tour d'Auvergne (sestry Turenna).
Otcův bratr, Jacques Henri de Durfort de Duras, také získal hodnost Maršál Francie. Je možné, že sláva jejich strýce hrála velkou roli ve vojenské dráze Jacquese-Henriho a Guye Aldonce.
Ve válce o dědictví falcké velel francouzskému vojsku v Němcích od roku 1690 do roku 1695. Dne 27. září 1692 porazil 4000 císařských jezdců pod velením Friedricha Karla, vévody württembersko-winnentálského; následující rok (1693) obsadil město Heidelberg.
Oženil se s Gabriellou de Frémont, dcerou strážce královských klenotů. Mnozí z jeho přátel považovali sňatek za společensky nevyrovnaný, že si vzal ženu z vrstvy sociálně daleko nižší, ale sňatek byl šťastný a i jeho zeť Saint-Simon, který neschvaloval sňatky z rozdílných tříd, souhlasil, že Gabrielle byla obdivuhodnou ženou. Měli spolu jednoho syna a pět dcer.
Marie Gabrielle de Durfort de Lorges, jeho nejstarší dcera, se vdala za Saint-Simona. Jiná dcera, Geneviève, si vzala Antoina Nompara de Caumonta, vévodu z Lauzunu. Saint-Simon svého tchána ve svých pamětech příjemně vychvaluje, popisuje ho jako muže s pevnými zásadami, upřímného, čestného, dobráckého, opravdového a nejdůvěryhodnějšího muže svého života. Svému zeti dodával dobře využitelné materiály pro jeho paměti, obzvláště o počátcích vztahu mezi Ludvíkem XIV. a Madame de Maintenon.
Podle Saint-Simona byla jeho smrt zapříčiněna operací ledvinových kamenů: nezkušený chirurg operaci pokazil a Guy Aldonce zemřel v agónii, kterou přestál s velkou odvahou.